# Muddy "Mississippi" Waters Live
| Recensione       | Giudizio |
| ---------------- | -------- |
| AllMusic         | [ 1 ]    |
| Robert Christgau | B+       |

Muddy "Mississippi" Waters Live è un album live di Muddy Waters, che permise al bluesman di vincere il Grammy Award alla miglior registrazione di musica etnica o tradizionale nel 1979.

## Tracce
Tutte le tracce sono composte da Muddy Waters, eccetto dove indicato:
1. Mannish Boy (Muddy Waters, Ellas McDaniel, Mel London) – 4:24
2. She's Nineteen Years Old – 5:21
3. Nine Below Zero (Sonny Boy Williamson II) – 5:21
4. Streamline Woman – 4:39
5. Howling Wolf – 6:00
6. Baby Please Don’t Go – 4:07
7. Deep Down in Florida – 9:48

Nel 2003 l'album fu ristampato con un secondo CD includente le seguenti tracce:
1. Medley: After Hours/Stormy Monday Blues (Avery Parrish, Buddy Feyne, Robert Bruce, Aaron "T-Bone" Walker) – 12:00
2. Trouble No More – 2:49
3. Champagne and Reefer – 4:52
4. Corrina, Corrina – 2:49
5. Hoochie Coochie Man (Willie Dixon) - 3:10
6. She Moves Me – 6:19
7. Kansas City (Jerry Leiber, Mike Stoller) – 9:30
8. Pinetop's Boogie Woogie (C. "Pinetop" Smith) – 4:59
9. Mad Love (I Want You To Love Me) (Willie Dixon) – 4:16
10. Everything's Gonna Be Alright (Walter Jacobs) – 5:21
11. Got My Mojo Working (Preston Foster) – 3:13

## Formazione
- Muddy Waters: slide guitar, voce
- Johnny Winter: chitarra (tracce 1, 5 e 7), voce aggiunta (traccia 1)
- Bob Margolin: chitarra
- Luther “Guitar Jr.” Johnson: chitarra (tracce 1, 2, 4 e 6)
- Calvin "Fuzz" Jones: baṄss (tracce 1, 2, 4-6)
- Willie "Big Eyes" Smith: batteria
- Pinetop Perkins: pianoforte
- Jerry Portnoy: armonica (tracce 1, 2, 4 e 6)
- James Cotton: armonica (tracce 3 e 5)
- Charles Calmese: basso (tracce 3 e 7)

### Produzione
- Produced: Johnny Winter
- Mixing, production consultant and engineer: Dave Still
- Mixing assistente: Dave Prentice
- Mastering: Greg Calbi
- Fotografia: Jim Marshall
- Design: Paula Scher
- Mixed at the Schoolhouse and Hit Factory
- Location recordings by Metro Audio and Record Plant